# Saint-Laurent-d'Aigouze
Saint-Laurent-d'Aigouze è un comune francese di 3 308 abitanti situato nel dipartimento del Gard, nella regione dell'Occitania.

## Società

### Evoluzione demografica
Abitanti censiti